# Coiline
Coiline is een eiwit dat bij mensen wordt gecodeerd door het gen COIL. Coiline dankt zijn naam aan de opgerolde (coiled) vorm van de Cajallichamen (kleine kernlichaampjes) waarin het eiwit voorkomt. Het werd voor het eerst geïdentificeerd met behulp van humaan auto-immuunserum.

## Functie
Het eiwit coiline is een van de belangrijkste moleculaire componenten van een Cajallichaam. Cajallichamen zijn membraanloze kernlichamen die verschillen in aantal en samenstelling en die betrokken zijn bij de posttranscriptionele modificatie van verschillende RNA-moleculen (met name snoRNA). Coiline is naast zijn rol als structuureiwit ook van belang voor hechting aan de nucleolus. 
De N-terminus van coiline factiliteert de zelf-oligomerisatie, de C-terminus beïnvloedt het aantal per cel geassembleerde kernlichamen. Differentiële methylering en fosforylering van coiline beïnvloedt waarschijnlijk de lokalisatie tussen de kernlichamen. Om Cajallichamen zichtbaar te maken, kan coiline gefuseerd worden met GFP (groen fluorescent proteïne).